# Batillipes carnonensis
Batillipes carnonensis är en djurart som tillhör fylumet trögkrypare, och som beskrevs av Antoinette Fize 1957. Batillipes carnonensis ingår i släktet Batillipes och familjen Batillipedidae. Inga underarter finns listade i Catalogue of Life.